# Llista de clubs de futbol sala del País Valencià
Llista dels clubs de futbol sala del País Valencià, organitzats per comarques.

## Alcalatén
- L'Alcora FS - L'Alcora

## Alt Palància
- CFS Segorbe - Sogorb

## Alt Vinalopó
- CD Bel·liana - Villena

## Baix Maestrat
- Benicarló FS - Benicarló
- Peníscola FS - Peníscola
- Llagostí de Vinaròs FS - Vinaròs

## Baix Segura
- CFS Horadada - Pilar de la Foradada
- Atlètic Almoradí - Almoradí
- Bigastro-Orihuela FS - Bigastre / Oriola

## Baix Vinalopó
- Femesala Elx - Elx

## Camp de Morvedre
- Atlètic Morvedre - Port de Sagunt
- CE Benifairó de les Valls - Benifairó de les Valls

## Camp de Túria
- CFS Riba-roja - Riba-roja de Túria

## Comtat
- Ye Faky FS - Cocentaina

## Foia de Bunyol
- CB Buñol - Bunyol

## L'Alacantí
- CD Universitat d'Alacant - Alacant
- CDA Costablanca - Alacant
- Xaloc Alacant FS - Alacant
- Esp. Sant Vicent - Sant Vicent del Raspeig

## L'Alcoià
- CH La Salle-CD Alcoyano - Alcoi
- FS Banyeres - Banyeres de Mariola
- Porta de Mariola FS - Banyeres de Mariola
- Ibi FS - Ibi

## L'Horta
- UPV-Maristas - València
- CE Universitat de València - València
- AD El Pilar - València
- CD Algiròs - València
- CE Univ. Politècnic - València
- AD Maristas - València
- Mislata FS - Mislata
- Claret Fuensanta FS - Mislata
- CD Cumbres - Paterna
- CFS La Canyada - Paterna
- FS Puçol - Puçol
- CD Almàssera FS - Almàssera
- Catarroja CFSF - Catarroja
- CFS Alfafar - Alfafar

## Marina Alta
- CD Salinas Platges de Calp - Calp
- CDFS Benissa - Benissa
- Denia BC - Denia

## Marina Baixa
- CD La Vila - La Vila Joiosa
- Benidorm FS - Benidorm

## Plana Alta
- Platges de Castelló Futbol Sala - Castelló

## Plana Baixa
- Onda FS - Onda
- Vall d'Uxò FS - La Vall d'Uxò

## Plana d'Utiel
- Requena FS - Requena

## Ribera Alta
- Alzira FS - Alzira
- Algemesí FS - Algemesí
- FS Carcaixent - Carcaixent
- Neskas Benifaió - Benifaió

## Ribera Baixa
- Sucro Cullera FS - Cullera
- CD Corbera - Corbera
- FS Fortaleny - Fortaleny
- Riola FSF - Riola

## Safor
- CFS La Safor - Oliva

## Vall d'Albaida
- L'Olleria FS - L'Olleria

## Vinalopó Mitjà
- CD Papas La Muñeca - Elda